# Локалитет Горело Поље у Милочају код Краљева
Локалитет Горело Поље у Милочају код Краљева је археолошко налазиште смештено на речној тераси на левој обали Западне Мораве. На овом месту се налазила некропола из периода средњег бронзаног доба (1450-1250. година пре нове ере) и везана је за параћинску културну групу, али је у међувремену терен заравњан и на њему је данас пољопривредно земљиште.

## Историјат
Локалитет Горело Поље налази се у селу Милочај код Краљева, на издуженој речној тераси дуж леве обале Западне Мораве, простирући се у правцу исток-запад. Налази се између западних обронака планине Котленик и реке. На крајњој западној периферији ове заравни налазиле су се четири тумула. Како је било планирано да се земљиште на ком је ово археолошко налазиште интензивно обрађује, одлучено је да се најочуванији тумул одреди за заштитно ископавање. Приликом обраде земљишта, пољопривредници су проналазили остатке керамике и камење већих димензија, али и црвенопечену земљу, по којој је локалитет и назван Горело Поље. Извештаји о ископавањима на овом локалитету доносе податак да је на овом простору раније постојала читава група тумула, али да су они оштећени услед пољопривредних радова.
У оквиру најочуванијег тумула, названог Хумка I, пронађено је пет гробова. Сви покојници су спаљени и њихови посмртни остаци су положени у керамичке урне. Урне су постављене на већи, плочасти камен и покривене су већим судовима. У њиховој непосредној близини су пронађени мањи судови, који су вероватно били употребљени као гробни прилози. У гробовима нису били нађени предмети од метала. Керамички фрагменти који су пронађени састоје се од делова урни, већих лонаца којима су урне покриване и од судова који су служили као гробни прилози. Како су керамички уломци данас помешани и необележени, није могуће одредити из које су целине оригинално потицали.
На ооснову анализе посмртних остатака, утврђено је да су на овом локалитету сахрањене одрасле или јувенилне индивидуе (урне 1, 2, 3, могуће и урна 4) и деца (урна 5). Наглашена фрагментација и претежно бела боја скелетних остатака указује на релативно високу температуту ломаче. Количина пронађених скелетних остатака је врло мала, што је последица не само оштећења урни, већ и тога што је само мала количина скелетних остатака селективно прикупљена са ломаче и стављена у урне. На ово упућује и одсуство веће количине угљенисаног дрвета у материјалу. На фрагменту кости из урне 3 пронађена је и плавичаста оксидациона мраља (бакарни оксид), која може представљати посредно сведочанство о присуству металног предмета (од бакра или бронзе) уз тело покојника. Ово је нарочито важно јер међу гробним прилозима нису пронађени предмети од метала.
На основу карактеристика керамике пронађене у Горелом Пољу и сличности са налазима са других локалитета, некропола у Милочају датована је у бронзано доба. Керамика са некрополе Горело Поље највише подсећа на ону пронађену на некрополи у Мојсињу, удаљеној свега петнаестак километара узводно. Облик урни (доња половина коничног облика са равним, ненаглашеним дном и делимично очуваним заобљеним спојем конуса са једним хоризонтално постављеним пластичним ребром) везује се за хигелгребер културе. Одлике хигелгребер културе се препознају и на урнама са некропола у околини Београда које припадају Белегиш култури. Наиме, ова култура је имала утицај и у западној и централној Србији. Са друге стране, декорација у виду пластичне траке хоризонтално постављене у нивоу корена дршки није одлика Белегиш културе, али је присутна на урнама параћинске групе. Локалитет Горело Поље није једини локалитет на ком постоји истовремено присуство овако разноликих карактеристика, јер слична симбиоза постоји и на локалитету у Мојсињу. Урне са карактеристикама хигелгребер стила пронађене јужно од Саве и Дунава треба датовати најраније или у Br B2 фазу, или, што је вероватније, у Br C1 фазу (период средњег бронзаног доба, 1450-1250. године пре нове ере).
Сахрањивање током бронзаног доба на подручју данашњег Краљева је слабије истражено него што је то случај са некрополама из истог периода у чачанском и крушевачком крају. Сахрањивање под хумкама је у чачанском, пожешком и ужичком крају и у Драгачеву представљало основни начин сахрањивања од времена енеолита до краја старијег гвозденог доба. У западном делу Србије је, анализом погребних обичаја, утврђено да је током средњег и почетком позног бронзаног доба постојала културна група која је у науци названа западносрпска варијанта ватинске групе. Ову групу карактерише насипање гробних хумки, са биритуално сахрањеним покојницима и бројни и разноврсни гробни прилози, међу којима се издвајају предмети од бронзе. Са друге стране, у доњем току Западне и Јужне Мораве, као и у средњем току Велике Мораве током истог периода постојала је старија фаза параћинске групе. Припадници ове културе су своје покојнике спаљивали, а потом су њихове остатке полагали у урне и сахрањивали у равне некрополе. Прилоге у гробовима парћанске групе су углавном чиниле керамичке посуде, а метални налази су ретки. Иако је у извештајима о ископавању наведено да је на локалитету Горело Поље било тумула, анализа фотографија направљених на почетку радова, као и стратиграфска запажања у цртежима контролних профила, доводе у питање постојање хумки, с обзиром да се нигде не уочава карактеристична испупчена калота тумула. У том случају ово није била некропола са хумкама, већ равна некропола. Даља истраживања нису могућа, с обзиром да је земља потпуно заравњена, пољопривредна површина и да су уништени трагови некрополе.
Уколико је ово заиста била равна некропола, она се може везати за старији период параћинске групе и она припада периоду млађе фазе средњег бронзаног доба. На ово упућују не само одлике пронађене керамике, већ и сам погребни ритуал, недостатак металних налаза и сахрањивање у равним некрополама. Ипак, приметан је и јак утицај са простора горњег тока Западне Мораве, јер се на урнама се препознају карактеристике хигелгребер стила и карактеристике које припадају културној манифестацији особеној за ширење утицаја ватинске културе јужно од Саве и Дунава. Локалитет Горело Поље представља једну граничну зону, која је била насељена претежно припадницима параћинске групе, али који су били под утицајем других култура. Овиме се додатно потврђује чињеница да границе између различитих културних група нису биле строго одређене, већ да су постојале пограничне зоне у којима су се преплитали њихови утицаји. Стога локалитет Горело Поље у Милочају има врло велики значај, јер се његовим проучавањем не долази само до података о параћинској групи, већ и о интеракцији једне културе са њој суседним културама.

## Галерија
- Здела са локалитета Горело Поље
- Лонац са локалитета Горело Поље
- Урна са локалитета Горело Поље